# Raymar Morgan
Raymar Morgan (* 8. August 1988 in Canton, Ohio) ist ein US-amerikanischer Basketballspieler. Nach dem Studium in seinem Heimatland begann Morgan 2010 eine professionelle Karriere in Israel, wo er zunächst drei Jahre spielte. Verletzungsbedingt musste Morgan die Saison 2013/14 pausieren, bevor er in der deutschen Basketball-Bundesliga 2014/15 ein Comeback beim Aufsteiger BG Göttingen gab.

## Karriere
Morgan machte seinen Schulabschluss an der Canton McKinley High School, die über eine traditionell starke Basketball-Schulmannschaft verfügen, mit der Morgan 2005 und 2006 die Staatsmeisterschaften von Ohio gewinnen konnte. Morgan bekam anschließend einen Studienplatz an der Michigan State University, die mit der Hochschulmannschaft Spartans in der Big Ten Conference unter Trainer Tom Izzo über eine sehr renommierte Basketballmannschaft in der NCAA verfügen. Im Sommer 2007 wurde Morgan in die U19-Nationalmannschaft der Vereinigten Staaten berufen, die ungeschlagen in das Finale der Junioren-Weltmeisterschaft in Serbien einzog, in dem man jedoch dem Gastgeber mit fünf Punkten Unterschied unterlag. Nach einer Zweitrundenniederlage mit den Spartans beim landesweiten NCAA-Endrundenturnier 2007 verloren Morgan mit seiner Mannschaft in der Achtelfinalrunde der Sweet Sixteen 2008 gegen den späteren Finalisten Tigers der University of Memphis. Ein Jahr später erreichten die Spartans selbst das Finale im prestigeträchtigen Turnier, das jedoch gegen die Tar Heels der University of North Carolina at Chapel Hill verloren ging. Ein Jahr später reichte es noch einmal zum Einzug in das Final Four, bei dem man im Halbfinale den Bulldogs der Butler University knapp unterlag. Obwohl Morgan auf eine erfolgreiche Karriere bei den Spartans zurückblicken konnte, wurde Morgan in der anschließenden Entry Draft der am höchsten dotierten Profiliga NBA von keinem Klub ausgewählt. In der NBA Summer League 2010 konnte Morgan noch einmal für die Washington Wizards vorspielen, doch er bekam keinen Vertrag für die Saison.
So unterzeichnete Morgan 2010 sein erstes reguläres professionelles Engagement in Israel, wo er in der Ligat ha’Al für Maccabi aus Rischon LeZion spielte. Nach dem fünften Platz der regulären Saison erreichte Maccabi gegen Bnei haScharon in den Play-offs noch das Final-Four-Turnier der israelischen Meisterschaft, in denen man klar Titelverteidiger und Rekordmeister Maccabi Tel Aviv unterlag. Morgan stand in der folgenden Saisonvorbereitung beim türkischen Klub Pınar Karşıyaka unter Vertrag, bevor er in die israelische Liga zurückkehrte, wo er die ersten sieben Saisonspiele für den vormaligen Tabellenletzten Ironi aus Aschkelon absolvierte. Nach einer Knieverletzung war jedoch die Saison für ihn frühzeitig beendet. Zur Saison 2012/13 unterschrieb Morgan einen Vertrag bei Barak Green Tops aus Netanja, die den vierten Platz nach der regulären Saison belegten. In den Play-offs verlor man jedoch in der ersten Runde in fünf Spielen gegen Hapoel Jerusalem. Nach einer Operation an der Patellasehne pausierte Morgan die komplette Saison 2013/14 und unterschrieb erst wieder einen Vertrag zur Saison 2014/15 bei der BG Göttingen, Rückkehrer in die Basketball-Bundesliga. Beim Aufsteiger, der nach gutem Saisonstart in die Nähe der Play-off-Plätze rückte, avancierte Morgan zu Saisonbeginn zum mannschaftsinternen Topscorer und besten Rebounder und wurde für das BBL All-Star Game nominiert. Im Juli 2015 gab ratiopharm ulm bekannt, dass Morgan einen Zwei-Jahres-Vertrag in Ulm unterschrieben hat. Nach seinem Vertragsende in Ulm unterschrieb er einen Vertrag beim türkischen Verein Tofaş Spor Kulübü.

## Erfolge und Auszeichnungen
- Bester Offensivspieler der Basketball-Bundesliga: 2017
- Spieler des Jahres (MVP) der Basketball-Bundesliga: 2017